# Hrabstwo Flathead
Hrabstwo Flathead (ang. Flathead County) – hrabstwo w stanie Montana w Stanach Zjednoczonych. Obszar lądowy hrabstwa obejmuje powierzchnię 5098,34 mil² (13 204,64 km²). Według spisu w 2020 roku liczy 104,4 tys. mieszkańców. Siedzibą hrabstwa jest Kalispell.

## Sąsiednie hrabstwa
- Dystrykt regionalny East Kootenay, Kolumbia Brytyjska, Kanada – północ
- Park Narodowy Waterton Lakes, Alberta, Kanada – północny wschód
- Hrabstwo Glacier – wschód
- Hrabstwo Pondera – wschód
- Hrabstwo Teton – wschód
- Hrabstwo Lewis and Clark – południowy wschód
- Hrabstwo Powell – południowy wschód
- Hrabstwo Missoula – południowy wschód
- Hrabstwo Lake – południe
- Hrabstwo Sanders – południowy zachód
- Hrabstwo Lincoln – zachód

## Miasta
- Columbia Falls
- Kalispell
- Whitefish

## CDP

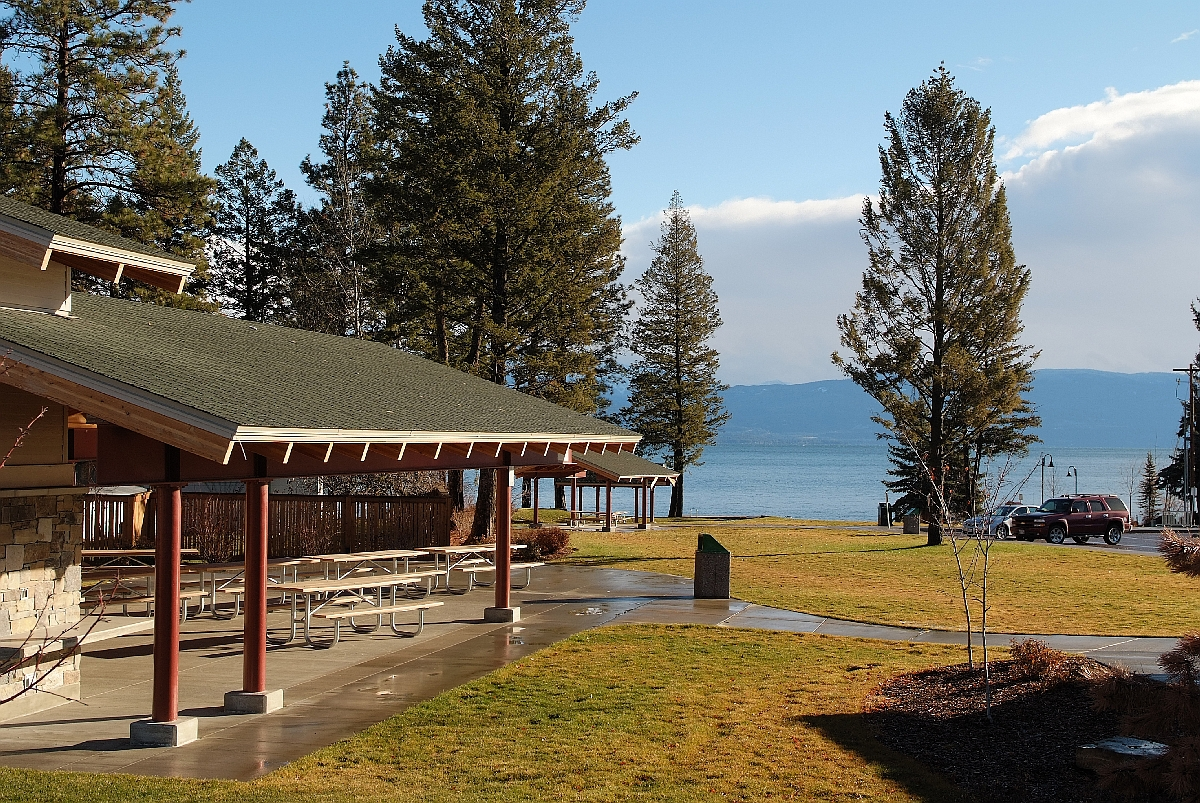
Park w Lakeside

- Batavia
- Bigfork
- Coram
- Evergreen
- Forest Hill Village
- Helena Flats
- Hungry Horse
- Kila
- Lakeside
- Little Bitterroot Lake
- Marion
- Martin City
- Niarada
- Olney
- Somers
- West Glacier

## Demografia
W 2020 roku, 92,1% stanowiły białe społeczności nielatynoskie, 3,4% to Latynosi, 2,5% było rasy mieszanej i 1,3% to rdzenni Amerykanie.

## Religia

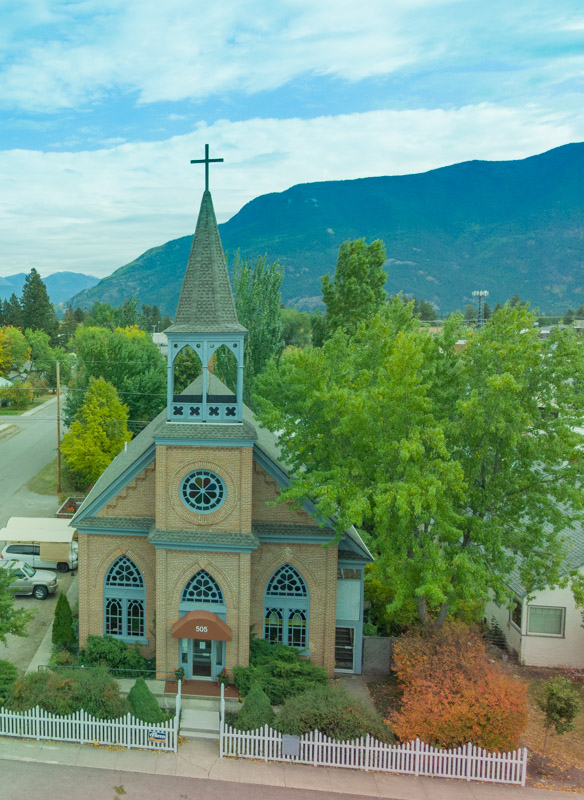
Katolicki kościół św. Ryszarda w Columbia Falls

Hrabstwo cechuje się ogromną różnorodnością religijną. Według danych z lat 2010–2020 do największych organizacji należały:
| Lp. | Kościół                                                       | Liczba wspólnot | Liczba członków (2010) | Liczba członków (2020) | Procent ludności |
| --- | ------------------------------------------------------------- | --------------- | ---------------------- | ---------------------- | ---------------- |
| 1.  | Bezdenominacyjne zbory ewangelikalne                          | 17              | 4920                   | 8900                   | 8,5%             |
| 2.  | Zbory Boże                                                    | 6               | 2364                   | 7870                   | 7,5%             |
| 3.  | Kościół katolicki                                             | 5               | 4933                   | 5169                   | 5%               |
| 4.  | Mormoni                                                       | 8               | 4011                   | 4024                   | 3,9%             |
| 5.  | Świadkowie Jehowy                                             | 6               |                        | 1706                   | 1,6%             |
| 6.  | Kościół Luterański Synodu Missouri                            | 4               | 2078                   | 1693                   | 1,6%             |
| 7.  | Południowa Konwencja Baptystów                                | 7               | 1217                   | 1636                   | 1,6%             |
| 8.  | Kościół Ewangelicko-Luterański w Ameryce                      | 4               | 1870                   | 1381                   | 1,3%             |
| 9.  | Zbory Luterańskie w Misji dla Chrystusa                       | 3               | 1401                   | 926                    | 0,9%             |
| 10. | Generalne Stowarzyszenie Regularnych Kościołów Baptystycznych | 5               |                        |                        |                  |